# Indonesischer Rat für islamische Daʿwa
Der Indonesische Rat für islamische Daʿwa (Dewan Daʿwah Islamiyah Indonesia, Abk. DDII) ist eine indonesische Daʿwa-Organisation, die sich stark an Saudi-Arabien anlehnte. Der Rat wurde 1967 von Muhammad Natsir und anderen Führern der Masyumi (Masjumi)-Partei gegründet. Durch den DDII sowie das 1980 in Jakarta gegründete saudische Institut für das Studium des Islams und der arabischen Sprache (Lembaga Ilmu Pengetahuan Islam dan Bahasa Arab; LIPIA) erhielt die wahhabitische Form des Islams in Indonesien in den 1980er Jahren starken Auftrieb. Die Rückkehr von Absolventen des LIPIA, die ihr Studium in Saudi-Arabien abgeschlossen und am Krieg in Afghanistan teilgenommen hatten, war die Geburtsstunde einer Wahhabi-Generation, die salafistische Lehren verbreitete.

Mohammed Natsir hatte den Vorsitz über die Masyumi-Partei und später den DDII. Der von vielen Autoren untersuchte Prozess der Überleitung von Parteipolitik (Masyumi) zu Daʿwa (DDII) 

„was accompanied by a parallel transformation of the attitude of leading personalities of the former Masjumi party towards constitutional democracy, reformist conceptions of Islam, and the Western world from a more positive attitude to quite a negative one.”“